# Presente continuo
El presente continuo o presente progresivo (present continuous, o present progressive en inglés) es uno de los tiempos verbales del presente usados en el inglés, los otros son el presente simple y presente perfecto. Todos ellos pueden ser usados tanto en el modo indicativo como en el subjuntivo.

## Uso
El presente continuo es usado en estas ocasiones:	
- Para describir algo que está ocurriendo en el momento exacto de enunciarlo:

The boy is crying. (El niño está llorando)
- Para describir una acción que toma lugar ahora pero no en el momento exacto de enunciarlo:

He is working in Dubai. (Él está trabajando en Dubái)
- Para describir un evento planeado para el futuro:

I'm resitting my French exam on Tuesday. (Reharé mi examen de francés el martes)
- Con always, pero significando often (usado para enfatizar la frecuencia de una situación de forma humorística o hiperbólica):

My mother is always making me go to school!. (Mi madre siempre me hace ir a la escuela)
She is always playing with that doll!. (Ella siempre juega con esa muñeca)
- Para describir una acción que se está realizando ahora y es sujeto a interrupción:

She is not answering the phone because she is sleeping. (Ella no puede atender el teléfono, porque está durmiendo)

## Construcción
Para formar el presente continuo, se usa la conjugación apropiada del verbo to be en su forma presente (am, is, are), y después el gerundio del verbo escogido. Por ejemplo:
I am studying (Yo estoy estudiando)
He is playing (Él está jugando)
They are wearing jeans (Ellos están usando pantalones)
I'm going to do homework(voy a hacer tarea)

## Forma negativa
En la forma negativa basta con añadir "not" después del verbo "to be":
- You are not working = No estás trabajando.
- You aren´t working = No estás trabajando

## Forma interrogativa
Cuando se usa el modo interrogativo con el presente continuo, no se usa el verbo to be como con el presente simple, en vez de eso, se intercambia la posición de la conjugación del verbo to be y el gerundio. Por ejemplo:
Am I annoying you? (¿Te estoy molestando?), cuya forma afirmativa es I am annoying you (Te estoy molestando).
En las preguntas debemos poner el verbo "to be" (en cualquiera de sus tres formas en presente)  al principio:
- Is Mary cooking? = ¿Mary está cocinando?

Si se trata de una pregunta abierta, debemos recordar que al principio no va mi auxiliar (verbo to be) al inicio, sino una Wh- word (what, where, when, how, why which, etc.) y después se sigue el mismo orden de la pregunta cerrada.
- Where is Mary cooking? = ¿Dónde está cocinando Mary?

## Participio de presente
La forma verbo + ing se llama participio de presente. 
¿Cómo se forma el participio de presente? Basta con añadir "ing" al verbo.
- Talk = talking.
- Mix = mixing.
- Play = playing.

Si el verbo acaba en consonante + vocal acentuada + consonante, debemos duplicar la consonante final antes de añadir el sufijo "ing".
- Stop = stopping.
- Run = running.
- Begin = beginning.

Los verbos que acaban en vocal + consonante + "e" muda pierden la "e" final antes de añadir el sufijo "ing".
- Dance = dancing.
- Bake = baking.
- Close = closing.

Pero, los verbos que acaban en doble "e" la mantienen antes de añadir el sufijo "ing".
- Agree = agreeing.

Finalmente, hay algunos verbos en inglés que acaban en ie. Estos verbos cambian la ie por y antes de añadir el sufijo ING:
- Lie = lying.
- Tie = tying.
- Die = dying.